# Addenbrooke’s Hospital

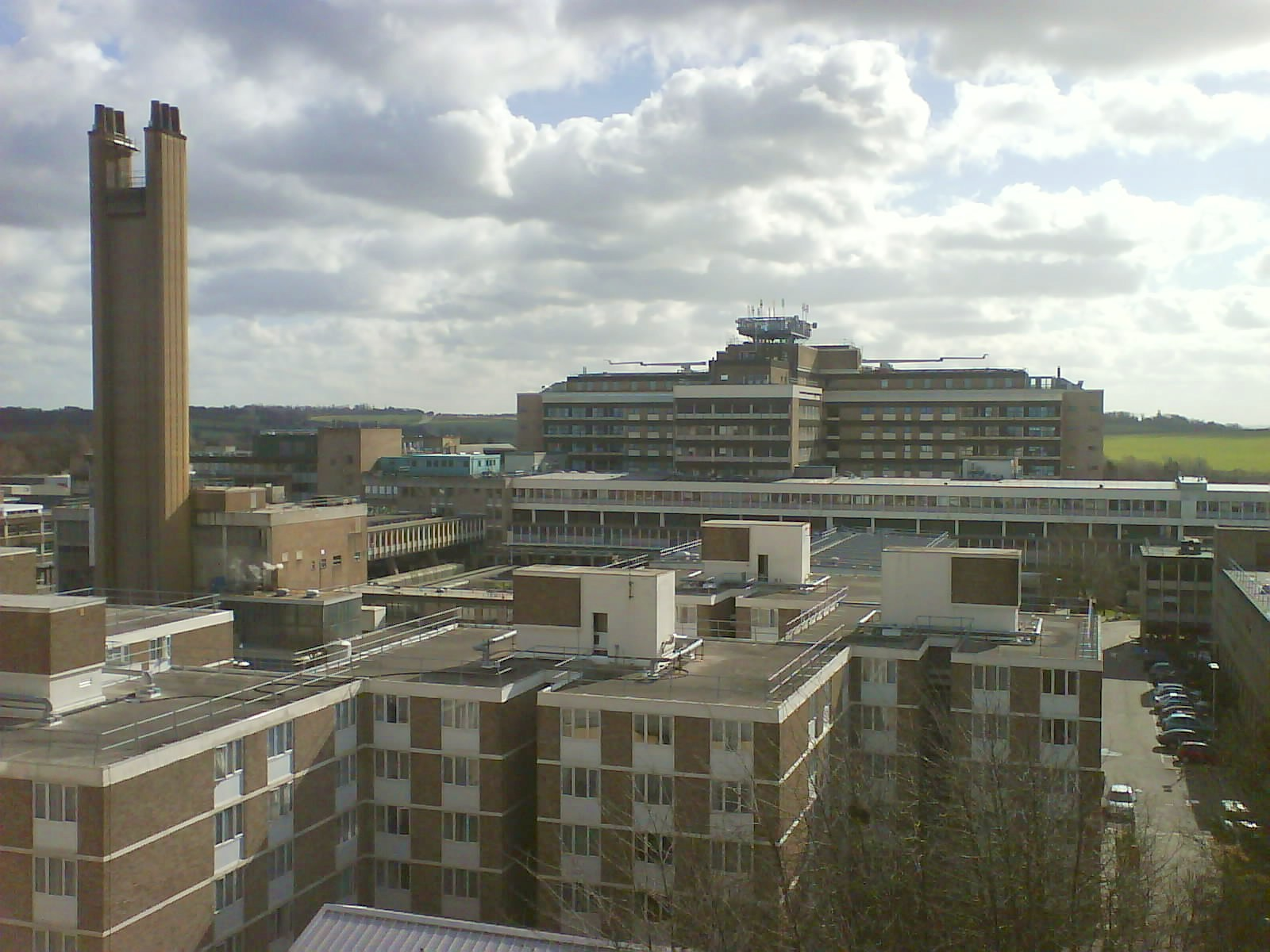

Addenbrooke’s Hospital ist ein großes Lehrkrankenhaus in Cambridge, England, mit engen Verbindungen zur Universität Cambridge. Es wurde im Jahre 1766 nach dem Testament von John Addenbrooke (1680–1719) und mit seinem Erbe von 4500 £ gegründet. Addenbrooke war ein Arzt und ist Fellow des St Catharine’s College, das zur Universität Cambridge gehört. Im Jahr 1976 zog das Krankenhaus von der Trumpington Street zum südlichen Rand der Stadt um. Lange Zeit war es auch unter dem Namen New Addenbrooke’s bekannt.
Das Krankenhaus hat ein jährliches Budget von 300 Mio. Pfund. Die über 6500 Angestellten kümmern sich um Patienten in ca. 1100 Betten (Stand: 2005). Das Gelände rund um das Addenbroke’s gleicht einer kleinen Stadt mit einem Einkaufszentrum, Sporthallen und Übernachtungsmöglichkeiten. Auch siedeln sich dort immer mehr biomedizinische Forschungsinstitute an. Dies soll durch den Bau von Forschungseinrichtungen unterstützt werden. So entstand seit 2003 ein Krebsforschungszentrum, ein Herz-Brust-Zentrum ist im Bau. Bis 2020 soll das Gelände auf die doppelte Größe erweitert werden.